# Château de Takamatsu (Kagawa)
Pour les articles homonymes, voir Château de Takamatsu.
Le château de Takamatsu (高松城, Takamatsu-jō) se trouve à Takamatsu, préfecture de Kagawa, sur l'île de Shikoku au Japon. Le château est aussi connu sous le nom de château de Tamamo (玉藻城, Tamamo-jō).

## Histoire
Construit en 1590, le château est renommé pour être l'un des trois mizujiro, littéralement « château dans la mer » avec le château d'Imabari dans la préfecture d'Ehime, et le château de Nakatsu dans la préfecture d'Oita.

## Galerie

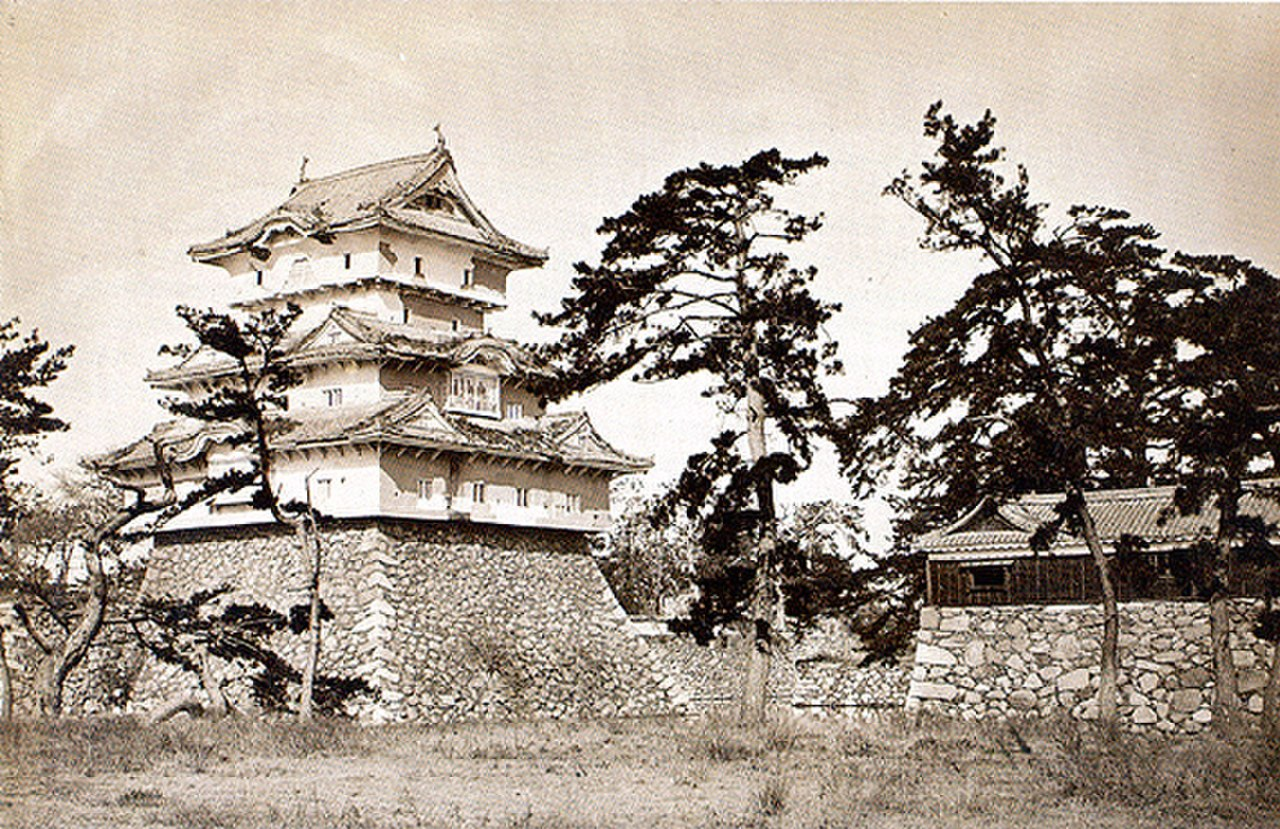
Le tenshu.
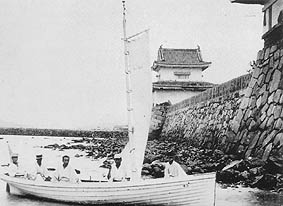
Le château vu du rivage.